# Przekaźniki bezpieczeństwa
Przekaźniki bezpieczeństwa – urządzenia służące do realizacji funkcji bezpieczeństwa.

## Historia
Na początku rozwoju technologii sterowania do sterowania maszyn i urządzeń wykorzystywano kombinację przekaźników i styczników. W przypadku wystąpienia niebezpiecznej sytuacji, element wykonawczy był po prostu izolowany od źródła energii. Tego rodzaju układ mógł być łatwo odłączony, co powodowało utratę funkcji bezpieczeństwa. Dlatego też rozpoczęto poszukiwania metody zabezpieczenia tego rodzaju funkcji izolacyjnych. Pierwszymi rozwiązaniami były specjalne obwody przekaźników, jak np. kombinacje trójstykowe. Tego rodzaju urządzenia doprowadziły do skonstruowania pierwszego przekaźnika bezpieczeństwa, a mianowicie przekaźnika PNOZ niemieckiej firmy Pilz.

## Opis
W razie wystąpienia sytuacji zagrożenia zadaniem urządzeń bezpieczeństwa, takich jak np. (E-STOP, bramy bezpieczeństwa) jest użycie odpowiednich kroków w celu redukcji ryzyka do poziomu akceptowalnego. Mogą to być następujące funkcje bezpieczeństwa:
- Wyłączniki bezpieczeństwa (E-STOP)
- Monitoring drzwi ochronnych |Bramy bezpieczeństwa
- Bariery świetlne|Kurtyny świetlne
- Maty naciskowe
- Kontrola dwuręczna
- Opóźnienie czasowe

Przekaźniki bezpieczeństwa monitorują określone funkcje, a w przypadku połączenia z innymi umożliwiają stworzenie kompletnego systemu zabezpieczającego maszynę.

## Konstrukcja i funkcja
Konstrukcja stanowi główny aspekt różnicujący przekaźniki bezpieczeństwa:
- Klasyczna konstrukcja przekaźników stykowych
- Z kontrolą elektroniczną i stykami wyjściowymi beznapięciowymi
- Urządzenia w pełni elektroniczne z wyjściami półprzewodnikowymi

Przekaźniki bezpieczeństwa muszą być zaprojektowane w taki sposób, aby zarówno błąd urządzenia, jak i usterka spowodowana przyczyną zewnętrzną, np. czujnikiem lub elementem wykonawczym nie powodowały ograniczenia funkcji bezpieczeństwa pod warunkiem prawidłowego ich podłączenia.
W typowym przekaźniku zastosowano cewkę oraz styki wykonawcze, które włączają i wyłączają obciążenie. Styki metalowe mogą ulegać trwałemu zwarciu (zespawaniu) po wykonaniu dużej liczby przełączeń. W takim wypadku maszyna może nadal działać, nawet jeśli operator naciśnie wyłącznik bezpieczeństwa. Jest to sytuacja groźna dla operatora. W wielu normach i przepisach bezpieczeństwa, europejskich, amerykańskich, lokalnych i międzynarodowych zabrania się stosowania prostych przekaźników i styczników (przełączników) w maszynach niebezpiecznych.
Typowa konstrukcja przekaźnika bezpieczeństwa pierwszej generacji oparta jest na klasycznej kombinacji trzech styków w technologii przekaźnikowej. Konstrukcja nadmiarowa zapewnia, że błędy okablowania nie powodują utraty funkcji bezpieczeństwa. Dwa przekaźniki (K1 i K2) ze stykami z wymuszanym rozwieraniem zapewniają przełączenie styków w sposób bezpieczny. Obydwa obwody wejściowe CH1 i CH2 aktywują jeden z dwóch przekaźników wewnętrznych. Obwód jest aktywowany za pośrednictwem przekaźnika uruchamiającego K3. Między punktami połączeniowymi Y1 i Y2 (pętla sprzężenia zwrotnego) znajduje się dodatkowy obwód monitorujący. Połączenie to służy do kontroli i monitorowania położenia elementów wykonawczych, które można włączać i wyłączać za pośrednictwem styków bezpieczeństwa. Urządzenie jest zaprojektowane w taki sposób, że wykrywane są wszelkie usterki w obwodzie wejściowym, np. zwarcie styków wyłącznika bezpieczeństwa lub jednego ze styków bezpieczeństwa w przekaźniku wyjściowym. Urządzenie bezpieczeństwa zatrzymuje pracę maszyny, przełączając styki bezpieczne w pozycję wyłączoną NO i w ten sposób wyłączając przekaźniki K1 i K2.